# Guraleus kamakuranus
Guraleus kamakuranus é uma espécie de gastrópode do gênero Guraleus, pertencente a família Mangeliidae.